# 雪山 (台灣)
雪山是台灣第二高山，雪山山脈最高峰，其最高峰雪山主峰，標高 3,886 公尺，山頂設有一等三角點，位處台中市和平區平等里與苗栗縣泰安鄉梅園村之間。雪山高度僅次於台灣最高峰玉山山脈的玉山（3,952 公尺），在日治時期因為是大日本帝國第二高峰，因此被稱做次高山。有地形學書籍稱雪山主峰為「雪山南角」，相對於北側約450公尺處稱「雪山北角」的北稜角。:(圖十三)27雪山即雪霸國家公園中所指的「雪」。在台灣百岳之中，雪山與玉山、秀姑巒山、南湖大山、北大武山合稱「五嶽」，為台灣最具代表性的五座高山。

## 歷史
考古發現顯示，雪山地區在距今4000年前早有先民在此居住。在雪山東側七家灣溪與支流高山溪溪谷的七家灣遺址，為台灣至今所發現海拔最高的新石器時代遺址，也是台灣地理位置最高的陶器聚落遺址：下層為距今約4000–2600年前新石器時代中期到晚期繩紋紅陶的文化層，與埔里新石器時代晚期大馬璘文化較早階段的水蛙堀期以及蘭陽平原南側邊緣的丸山文化相近。其上層是距今約1200–400年前金屬器及金石並用時代晚期的文化層，與十三行文化普洛灣類型及北海岸地區的福隆類型有關。從出土遺物顯示先民在此長期居住，以石鋤農耕為主要的生活方式，並以矢箭狩獵、石製網墜捕魚，台灣東、西部的先民，在數千年前即穿越脊梁山脈遷徙、進行島內陸路交換與貿易。
由在雪山地區的考古發現與荷蘭文獻，至距今約400年前，雪山西側與北側原為賽夏族定居。賽夏族在鄭氏時遭武裝侵略，再受漢人墾民入侵、瘟疫侵襲，勢力衰退而退出此區。:62,80
隨後泰雅族擊退賽夏族移入此區域，成為泰雅族的獵區。雪山南側大甲溪流域的志佳陽群（Sqoyaw，漢名又稱環山部落）泰雅族人稱雪山為，意為「石頭山」，描述雪山頂到處堆積的砂岩塊；另有泰雅語稱為，譯作馬哈馬顏山；雪山西側大安溪流域的北勢群泰雅族人稱為、，:25意為「碎石與裂縫」。清代方志《台灣府志》描寫其積雪之景，稱為雪山、雪翁山，伊能嘉矩認為「雪翁山」或「雪高翁山」為泰雅語的音譯。《淡水廳志》、《苗栗廳志》、《噶瑪蘭廳志》稱此山為玉山，《苗栗廳志》中「玉山霽雪」為苗栗八景之一，《噶瑪蘭廳志》中「玉山積雪」也為蘭陽勝景之一。:上冊36-45至19世紀，為了明確與在南台灣的台灣最高山區分，1810年閩浙總督方維甸將北台灣的台灣第二高山稱為「淡水玉山」，也稱「北路玉山」。如今所稱之「玉山」固定為台灣最高峰、「雪山」固定為台灣第二高峰的名稱。
1867年英國皇家海軍小型風帆測繪船Sylvia號在台灣外海進行繞島測繪任務，在東海岸觀測完成後環繞至西海岸時，艦長布魯克中校（Commander Edward W. Brooker R.N.）在梧棲（Goche）外海觀測到在台灣內陸南北延伸的高聳山脊，最北端有一座超卓拔群、帽子形狀的山峰，有11300英尺高（約3444公尺），以船名命名為，:5091868年英國海軍部以此測繪成果發行的地圖中，標示「 11300」，而其南方不遠處繪有座12800英尺高（約3900公尺）未命名的山峰。1873年4月，馬偕博士一行30餘人在賽夏族嚮導陪同下攀登，在登頂前賽夏族頭目因鳥占不吉拒絕再前進而未能登頂。森丑之助和楊南郡認為在日治前及日治初期明治年間，在1907年對雪山山區進行測繪之前，西方所稱或日人所稱多半是指稱今大霸尖山。:305,323隨後西方相關文獻以稱呼雪山；《大清一統海道總圖》標示為「昔尔為牙山」；日治初期仍沿用「雪高翁山」或音譯西方山名；1915年（大正四年）7月10日，蕃務本署測量員財津久平等人經埤亞南社（Pyanan，現漢名南山村）越過埤亞南鞍部（quri Sqabu，現漢名思源埡口），從雪山東峰稜線順利登上雪山主峰，並量出高度為12,972日尺（約3931公尺），比日本本土最高峰富士山還高；1923年，裕仁親王（後為昭和天皇）訪台，以「台灣第二高峰、僅次於新高山的山」命名為次高山；與新高山（玉山）、能高山並稱「三高」。山頂設有次高神社，包括水泥製神龕與鳥居，現已不存。
戰後，1953年台灣省政府公告恢復「雪山」的歷史山名。1960年中橫公路完工後，時任總統蔣中正巡視梨山時，遠眺雪山，取名為興隆山，但未被民間採用。:116

## 地理

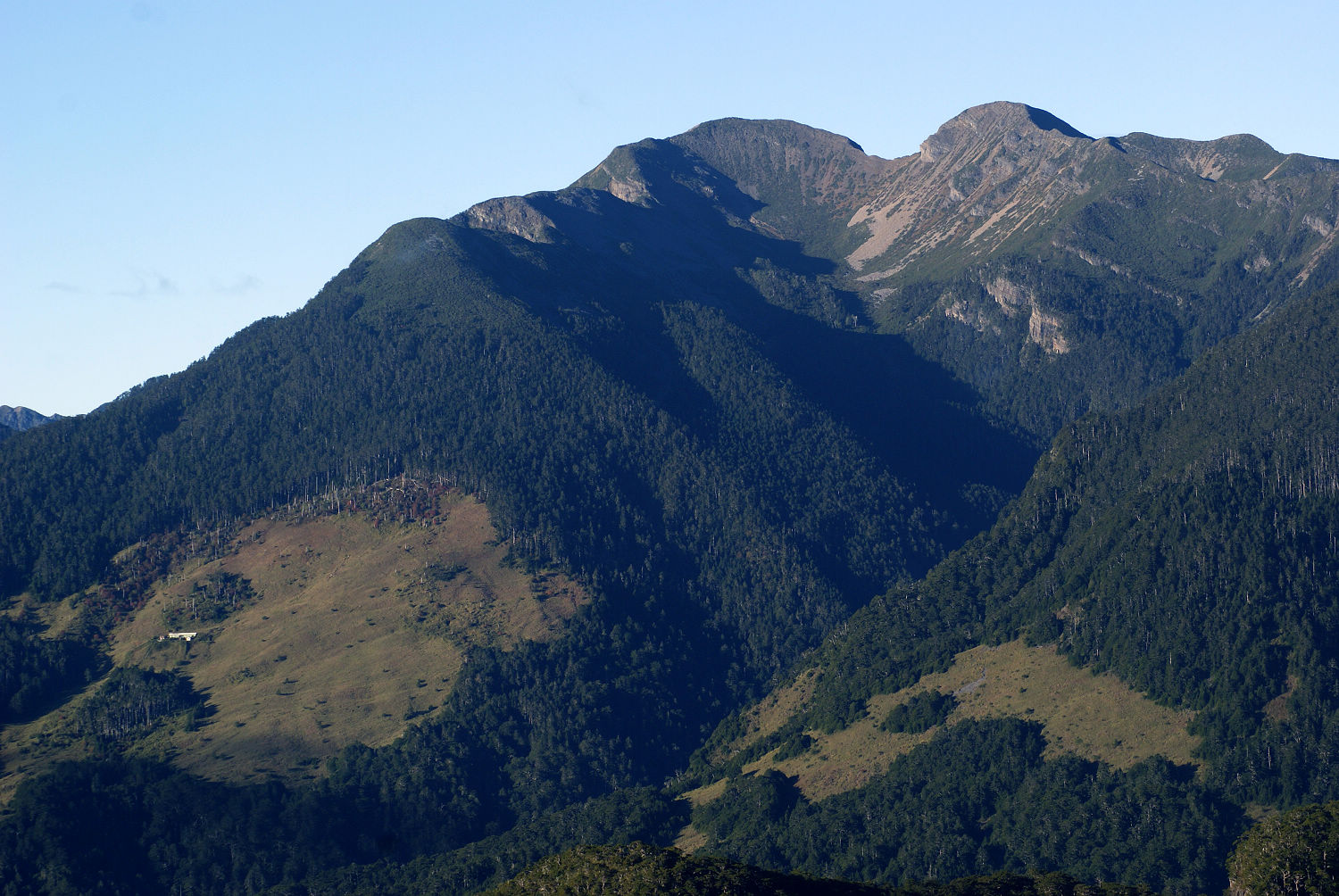
雪山主峰、北稜角東北側景觀。左側山坡上可見三六九山莊。

雪山主峰與副峰群分布在雪山山脈的中段，約在台中市與苗栗縣的市縣界上，地處雪霸國家公園境內。以雪山主峰為中心，周圍一帶地質特色、岩性皆相似的山塊，稱為雪山地壘。雪山地壘的基岩為始新世晚期或漸新世早期之四稜砂岩，是一種石英變質砂岩，硬度非常高，耐風化侵蝕，因此造就了雪山地壘的高聳地勢。
以雪山主峰為頂點，共有六條稜脈匯聚，分別是：
- 西稜：為雪山山脈主稜西段，自雪山主峰向西延伸，經過翠池三叉山後北轉，在博可爾山（又名雪山西峰）再折向西南方。沿線包括火石山、頭鷹山、大雪山、中雪山四座百岳山峰，也稱為大雪山稜脈。
- 南稜：自翠池三叉山向南轉折，沿線有雪山西南峰、大劍山、油婆蘭山、佳陽山、劍山等高山，又稱雪劍稜脈、劍山稜脈或大小劍稜脈。
- 北稜：雪山山脈主稜自雪山主峰向北，經北稜角、凱蘭特崑山、雪山北峰、穆特勒布山、素密達山、布秀蘭山、巴紗拉雲山到大霸尖山、小霸尖山的稜脈，即是聖稜線，亦稱雪霸線。雪山山脈主稜往北在布秀蘭山轉分支往東為主稜。大霸尖山往北往鎮西堡岳界稱為大霸北稜。
- 北東稜：雪山山脈從布秀蘭山自北稜分出往東為主稜，沿線有品田山、池有山、桃山與喀拉業山，即武陵四秀。
- 東南稜：從雪山主峰南面，接上雪山南峰、志佳陽大山。
- 東支稜：由主峰往東延伸至七家灣溪河谷，沿線經過甘木林山、雪山東峰；也稱雪東線。

## 水文
雪山主峰主稜（西稜和北稜）為大安溪、大甲溪的分水嶺。主稜以北為大安溪集水區，以南則是大甲溪。發源於此的溪流包括雪山溪（匯入大安溪）、司界蘭溪、高山溪、七家灣溪與桃山西溪（匯入大甲溪）。雪山北稜在布秀蘭山分支往東的北東稜為主稜，為淡水河、大甲溪的分水嶺，布秀蘭山分支北稜續行為淡水河、大安溪的分水嶺。發源於此的溪流包括塔克金溪（淡水河最高源流）。
在主峰西稜北側碎石坡下一公里處，為翠池，是大安溪最高源頭，也是台灣最高的高山湖泊。翠池之上、下各有上翠池、下翠池二池，上翠池為季節性小沼，乾季無水。

## 地質
雪山核心最高峰為兩座南北相距約450公尺高度相若、山形相仿的圓頂雙峰，被認為是冰河作用在最高隆起準平原面形成的冰帽下，東西兩端冰斗切割出的雙角峰，有地形學書籍稱南側略高、諸稜脈交會中心的雪山主峰為「雪山南角」，北側的北稜角為「雪山北角」。:(圖十三)27,214-225
以雪山主峰為中心，共有數個冰斗地形構造環繞，其中規模最大的為一號冰斗，位於雪山主峰與北稜角下，開口朝向東方，長約1000公尺，最寬處約600公尺，不僅規模最大，形狀也完整。二號冰斗位於北稜角北側，規模稍小，但所在位置更高。三、四號冰斗位於主峰與北稜角間的埡口北面，為堆滿巨石塊的石流坡；五號、六號冰斗位於雪山主峰西北側，五號冰斗底的草窪地，積水形成上翠池。七號冰斗則位於雪山主峰西北坡下，為翠池的函水區。
除了雪山地區之外，在南湖大山、大霸尖山、玉山、奇萊山、合歡山等台灣山區亦可見類似的地形結構。最早關於台灣高山圈谷研究的文獻出自日籍學者早坂一郎；其後博物學家鹿野忠雄經多次考察，發表台灣高山圈谷為冰河地形遺跡的論文，引發關於圈谷成因的學術論戰。有論者認為，台灣高山地區是否曾有的冰河，證據並不充分，而所謂圈谷其實是水系發育、向源侵蝕與風化作用所造成的崩谷地形。其後由於一度缺乏實地研究，圈谷地型的確實成因陷入多方爭議而無定論。
1983年後，地理學家曾昭璇提出雪山圈谷為冰河遺跡的可能性；1998年，王鑫、崔之久、宋國城、楊建夫等學者在雪山的數個圈谷底部發現擦痕，並確認圈谷底部的基岩堤為冰坎，根據熱螢光定年成果，雪山地區的冰河作用可分為三期，最早為山莊冰期（44.25±3.72ka BP）、水源冰期（18.62±1.52ka BP）和最後的雪山冰期（10.68±0.84ka BP）三次主要冰期。並推算雪山山區在冰河最盛期時的雪線可能僅有3100公尺，因此雪線以上的山區都有可能長期積雪，進而發育出冰河，以及各種冰蝕的地形。雪山地區其他疑似冰河侵蝕的地形特徵，包括：
- 冰坎：受冰河推擠，而堆積在冰河底部的條狀基岩堤，可見於一號圈谷底部、翠池出水口下游。
- 冰斗湖：位於冰斗底部的冰蝕凹地，積水則成池。如翠池、上翠池等。
- 冰蝕埡口：冰河分流處受冰雪侵蝕所形成的缺口。北稜角與主峰間的鞍部可能為此地形。
- 冰蝕擦痕：冰河搬運的岩塊與底部岩床摩擦，在裸岩上形成數條方向一致的細微擦痕。可見於一號冰斗出口的黑森林內、冰斗底部的岩石上。

由於台灣多降水，高海拔地區日夜溫差大，在嚴重的風化侵蝕作用下，除了一、二號冰斗之外，雪山山區的其它冰斗圈谷構造都已不鮮明，無明顯巨大下凹的碗狀外型。

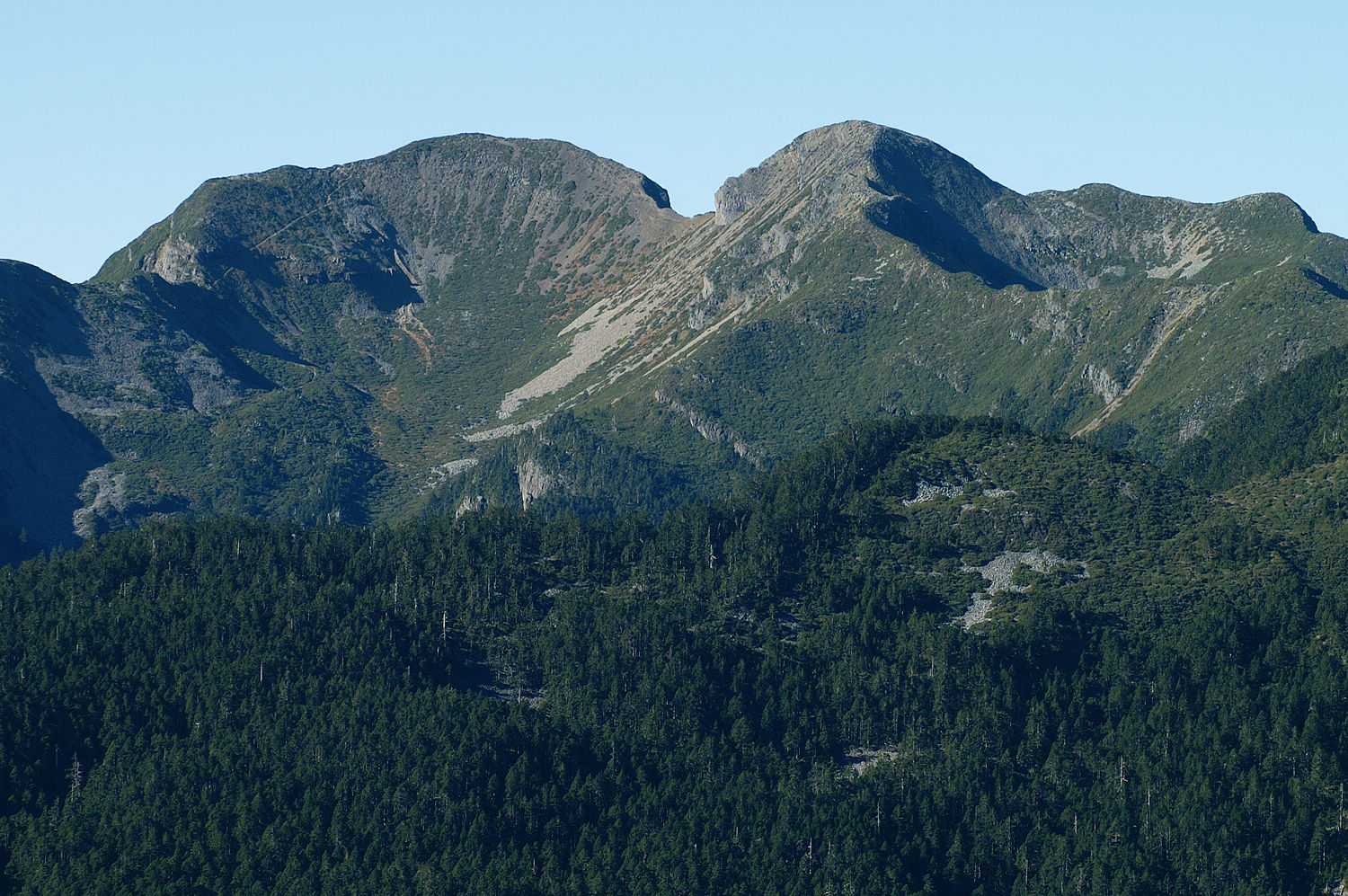
近觀雪山一號（左）、二號（右）冰斗。
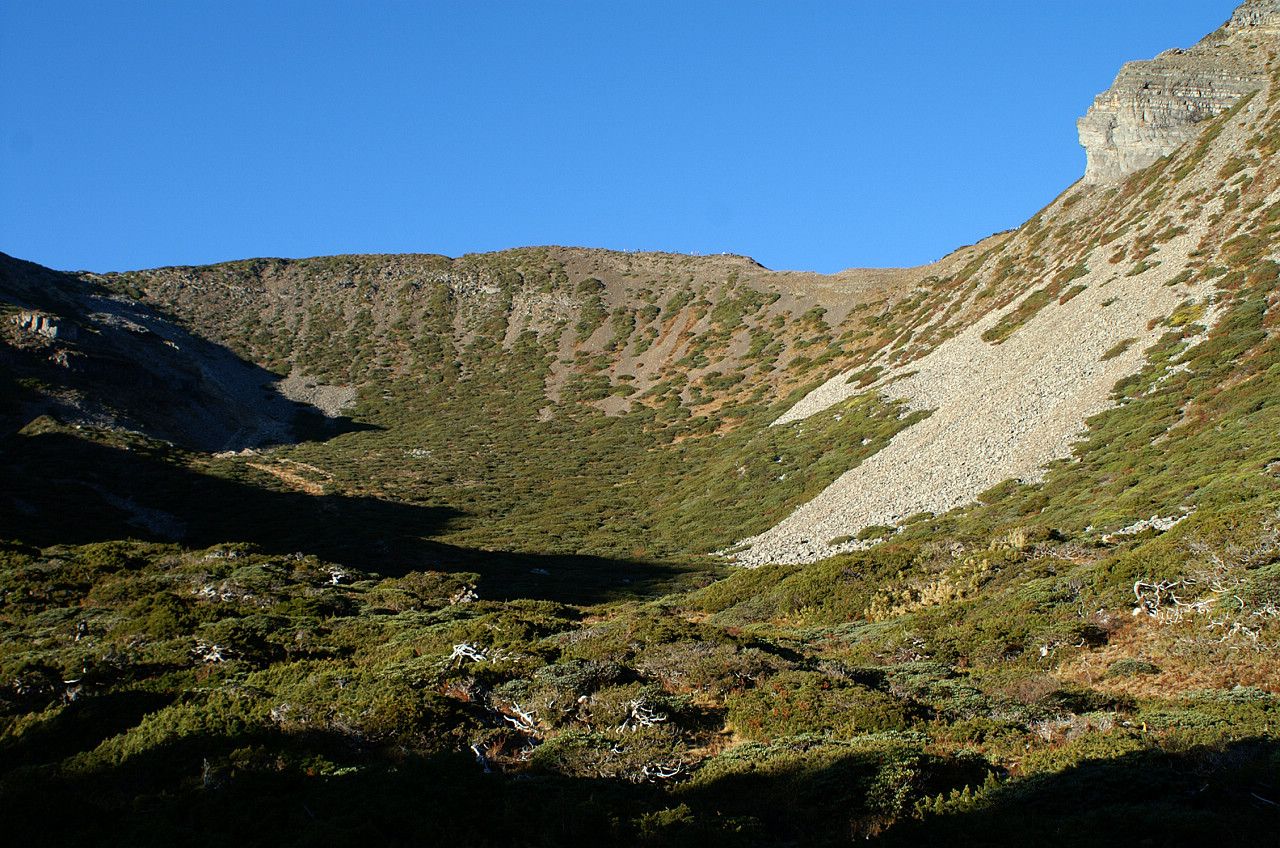
雪山一號冰斗，谷壁中央處即為主峰，右側山塊為北稜角。
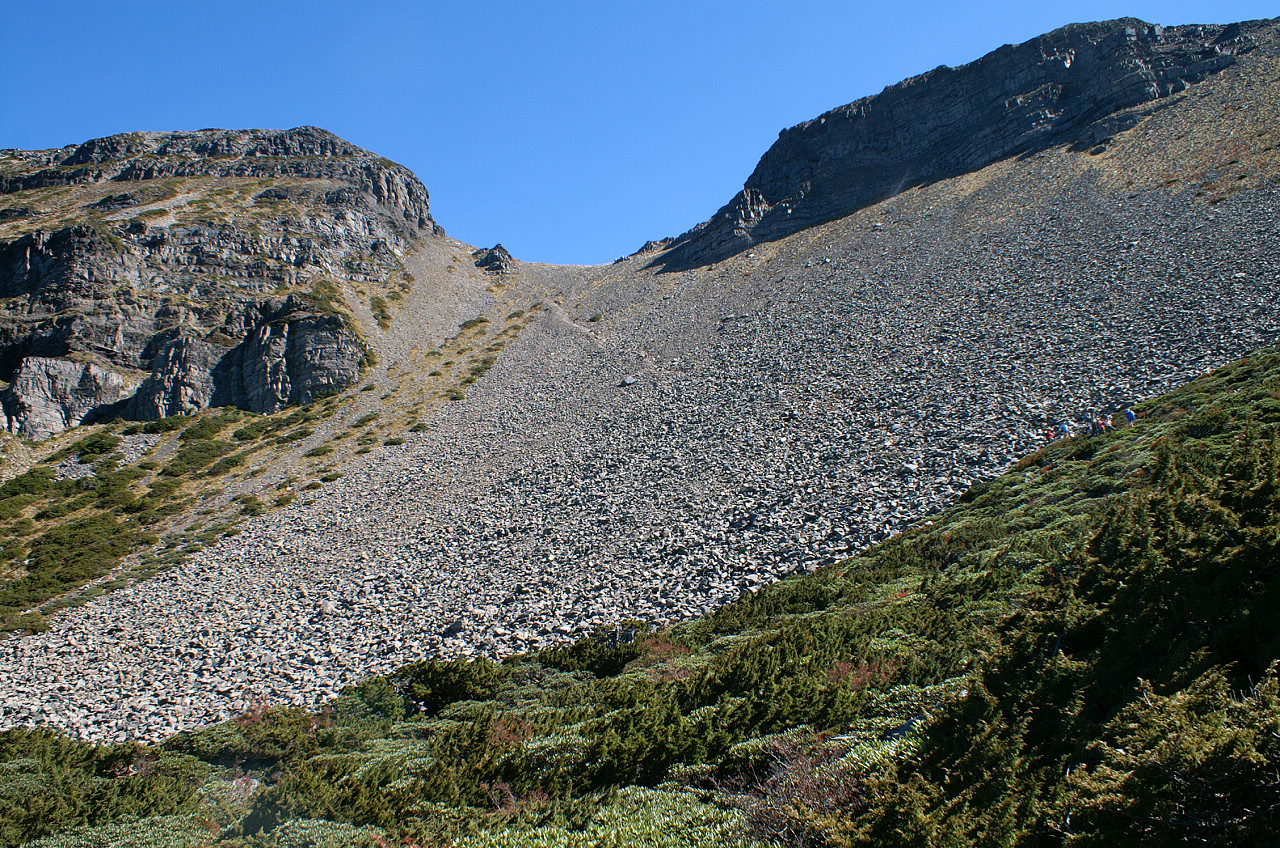
雪山四號冰斗，右側山塊為主峰，左為北稜角。
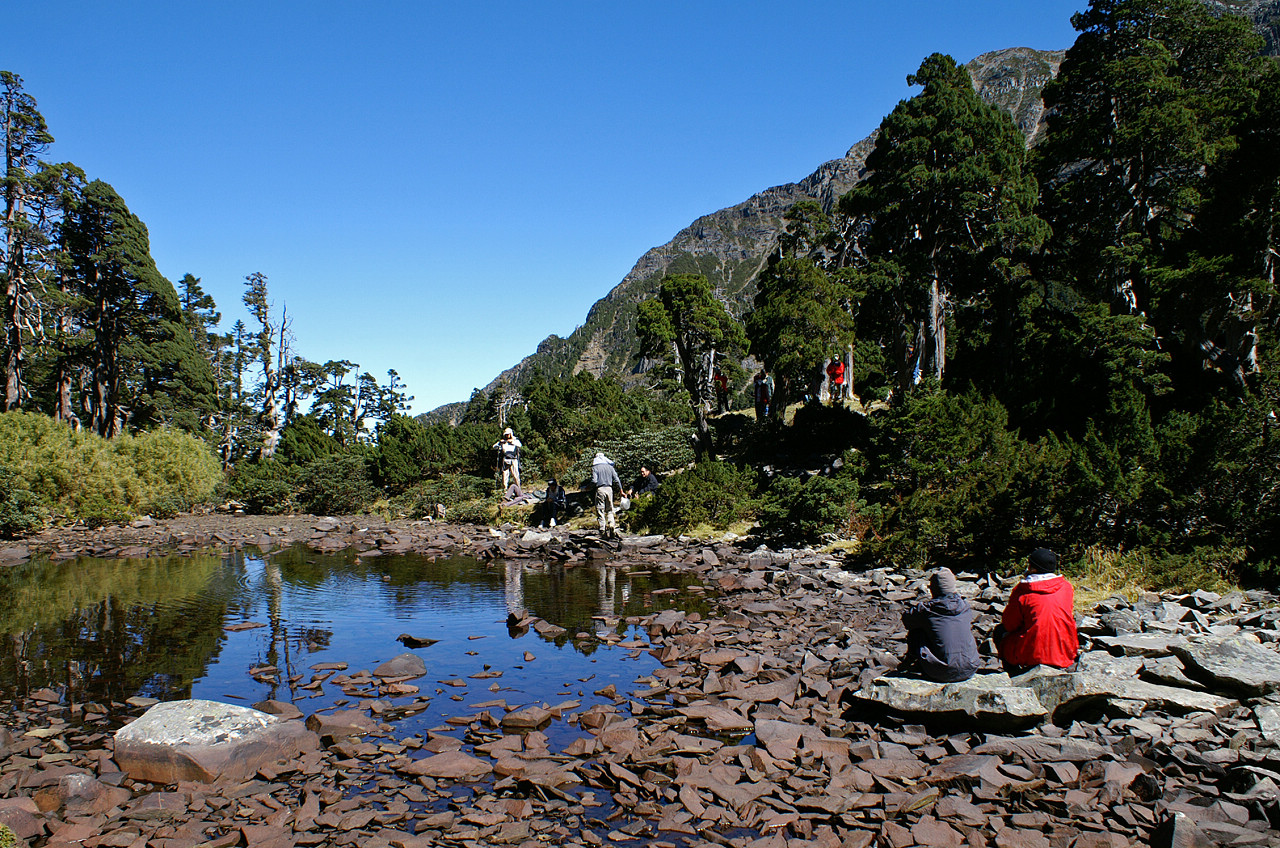
翠池。

## 景觀

### 雪山主峰
雪山主峰標高3,886公尺，峰頂外型為圓頂角峰，設有一等三角點與石碑。雪山的地質構造以變質砂岩為主，在主峰周邊各處均可見變質砂岩的交疊構造出露，以及散落的風化砂岩碎塊。主峰東面為雪山一號圈谷，北面經埡口接上北稜角，西面稜脈接上翠池三叉山，南面則為斷崖崩壁。

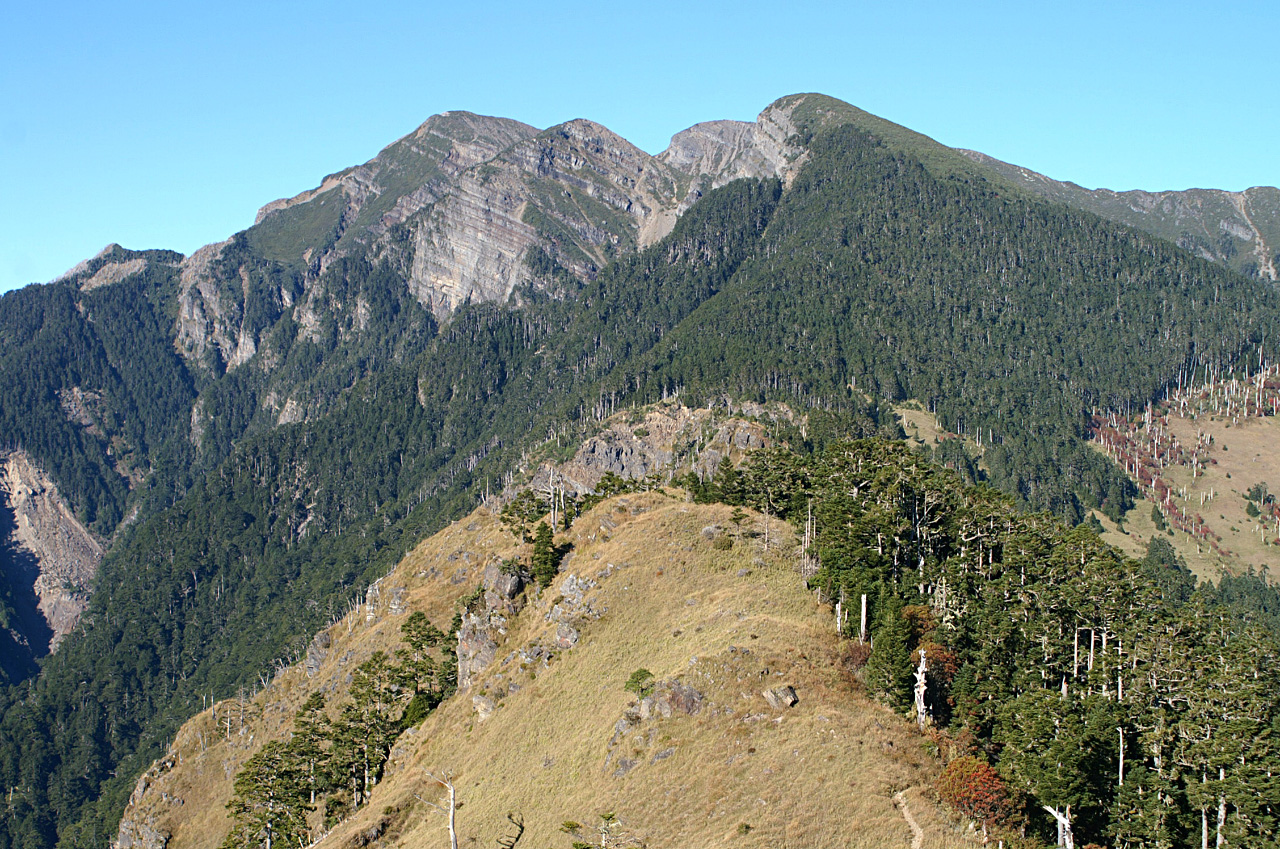
雪山主峰；自雪山東峰眺望。
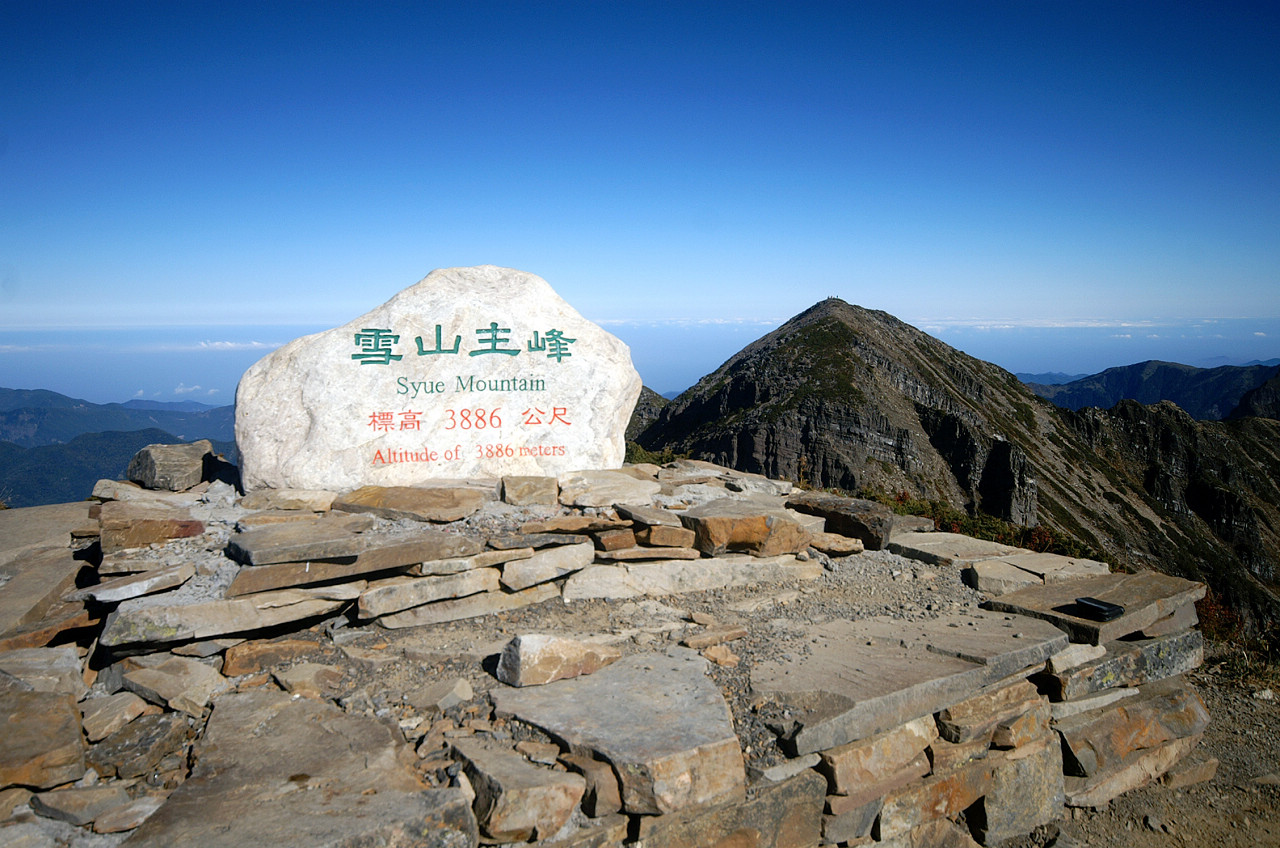
雪山主峰頂。
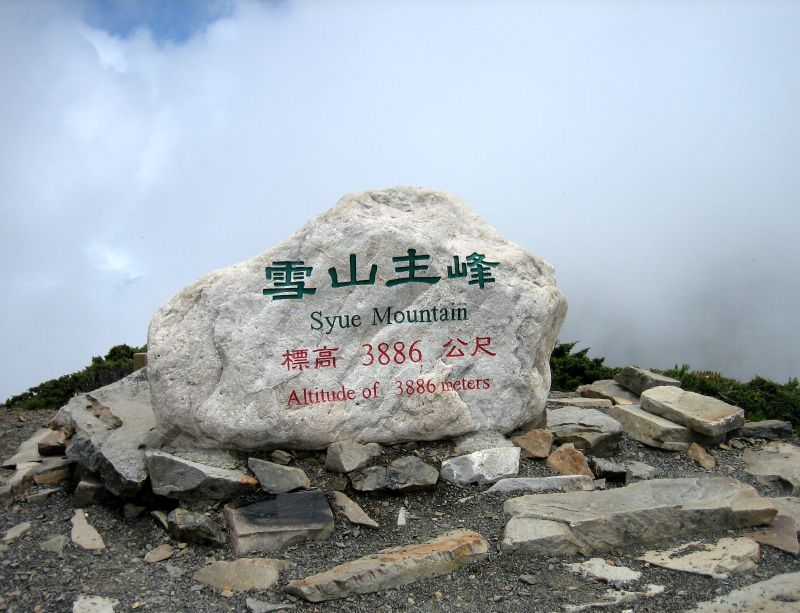
雪山主峰石碑。

### 北稜角
北稜角，又稱雪山北角（日治時也稱為次高山北峰，相對的稱主峰為次高山主峰或次高山南峰），為主峰北邊的角峰，相對於主峰的雪山南角而稱，海拔高度3,882公尺，與主峰相距甚近，高度相仿，因此普遍不以副峰視之。北稜角與主峰間隔著一處埡口，該埡口即為一號圈谷與四號圈谷的分壁，可能是冰河發育所造成的冰蝕構造。

### 副峰群
以雪山為名的副峰，尚有：
- 雪山東峰，百岳之一，位於雪東稜線上，海拔3,201公尺。甘木林山位於東峰和主峰之間。
- 雪山南峰，位於志佳陽稜線上，3,505公尺。
- 雪山西峰，別稱博可爾山，位於西稜，3,265公尺。翠池三叉山位於主峰往西峰和往西南峰的分叉。
- 雪山西南峰，位於雪劍稜線，3,471公尺。
- 雪山北峰，百岳之一，位於聖稜線上，3,703公尺。北稜角與凱蘭特崑山位於主峰和北峰之間。

## 氣候
雪山地區為典型的台灣高山寒帶重濕氣候，年降雨量三千公釐以上，年均溫攝氏5度左右；降雨主要集中在冬季，雪季從11月到隔年5月；夏季則偶有颱風。受山脈地型開口影響，冬季的東北季風常夾帶大量水氣自蘭陽溪谷湧入，造成大量降雪，因此雪山山區是台灣冬季降雪最多的地區之一。在雪山周遭的武陵、梨山、環山等谷地區域，氣溫稍高，屬高山溫帶氣候區。

## 生態
雪山地區自武陵、梨山溪谷的溫帶氣候，在短短數公里內因地勢拔高而演變至寒帶，因此林相多變，連帶的也有多種野生動物棲息在此地，包括台灣黑熊、山羌、金翼白眉、帝雉、櫻花鉤吻鮭等台灣特有種生物。在植物方面，雪山基部以杉樹與闊葉樹混生林為主要林相，海拔高度提升後，轉為以鐵杉、冷杉、玉山圓柏等多種針葉樹為主；在峰頂附近，則只有玉山圓柏、玉山杜鵑、玉山小檗等植物能夠生長。
雪山主峰東側有一全台海拔最高的冷杉純林，俗稱黑森林；在主峰西坡之下、翠池附近則有一處玉山圓柏純林，此區的因處於背風處，玉山圓柏生長得特別高大，型態有別於台灣其他地區；多數大型的柏樹年齡可能在兩三千年以上。此外，主峰頂附近尚有玉山圓柏分布，但多已因火災而死亡，呈現白化的枯木狀態。

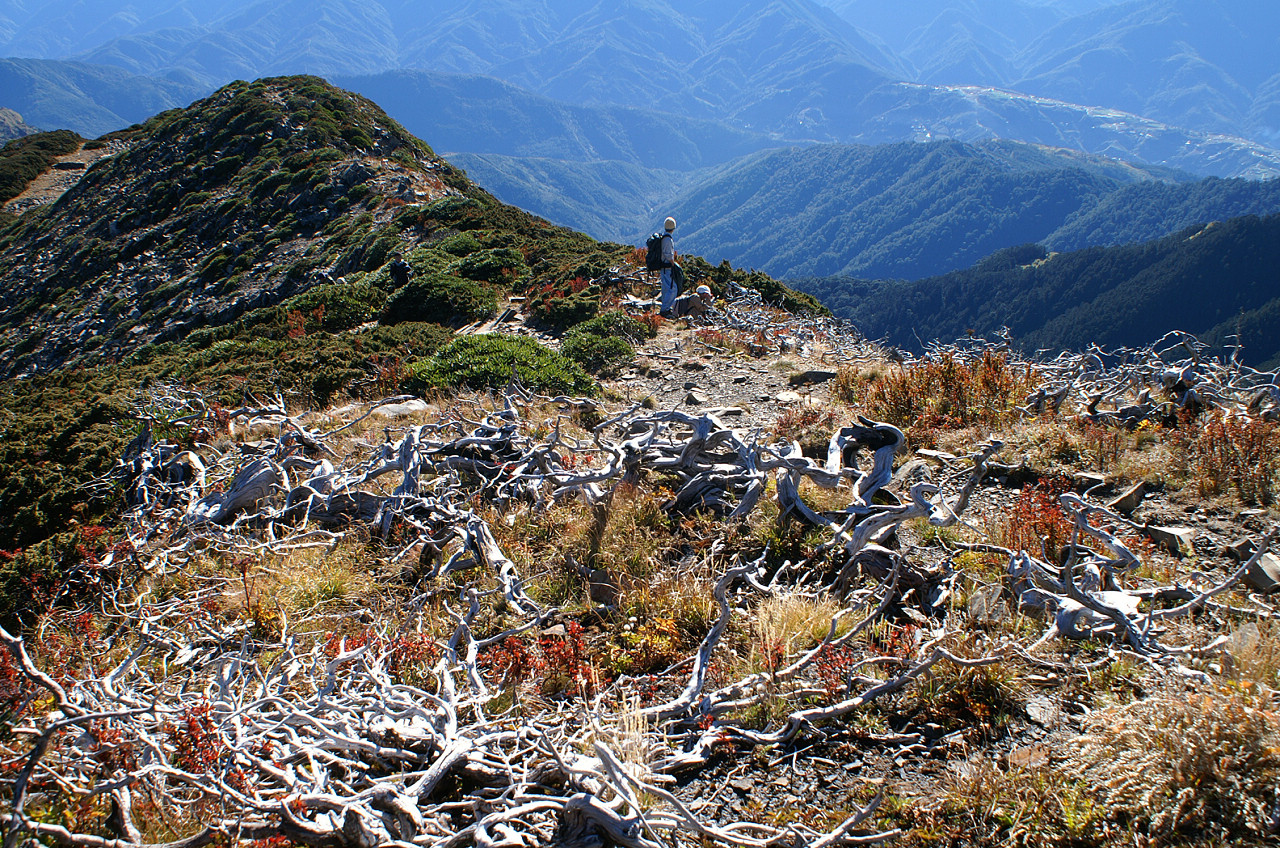
主峰頂附近的玉山圓柏白木林。
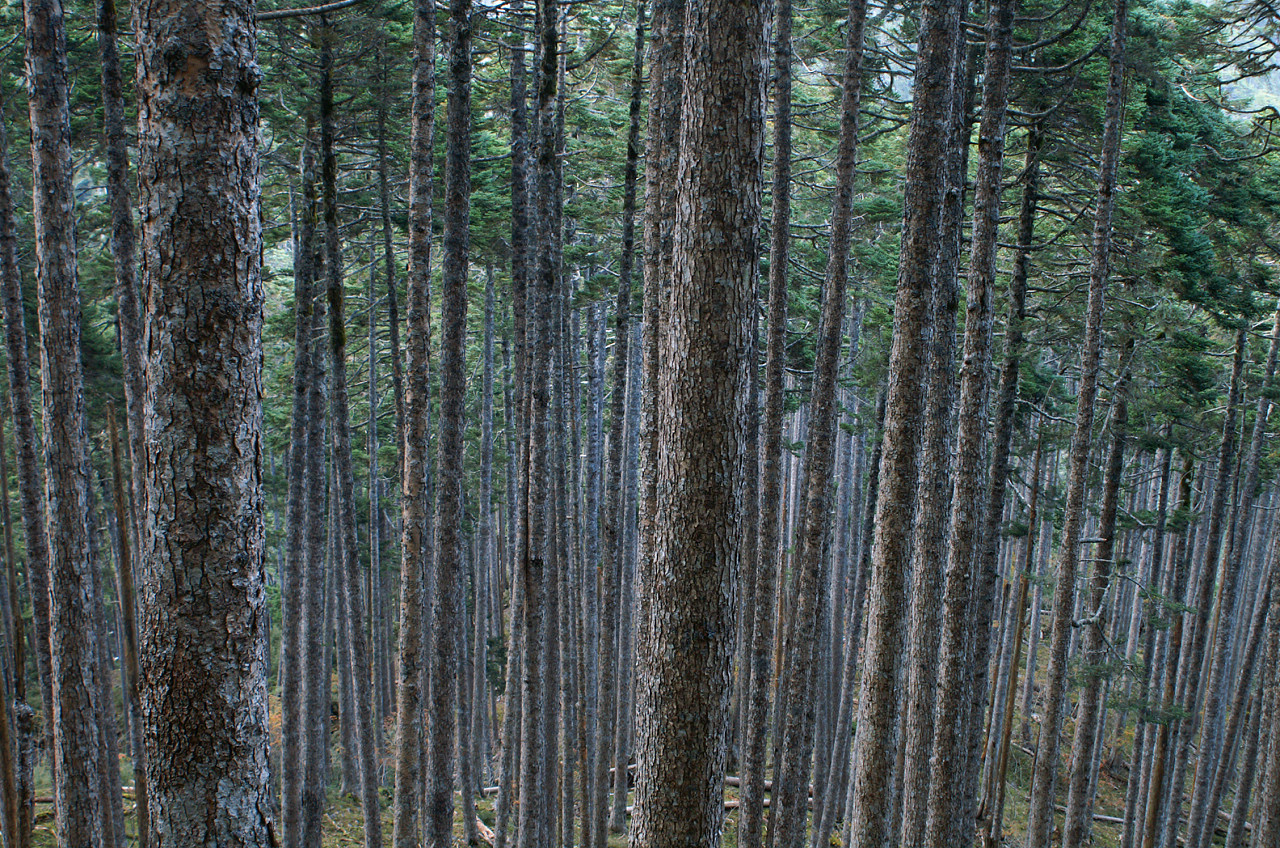
冷杉純林－黑森林。

## 登山路線

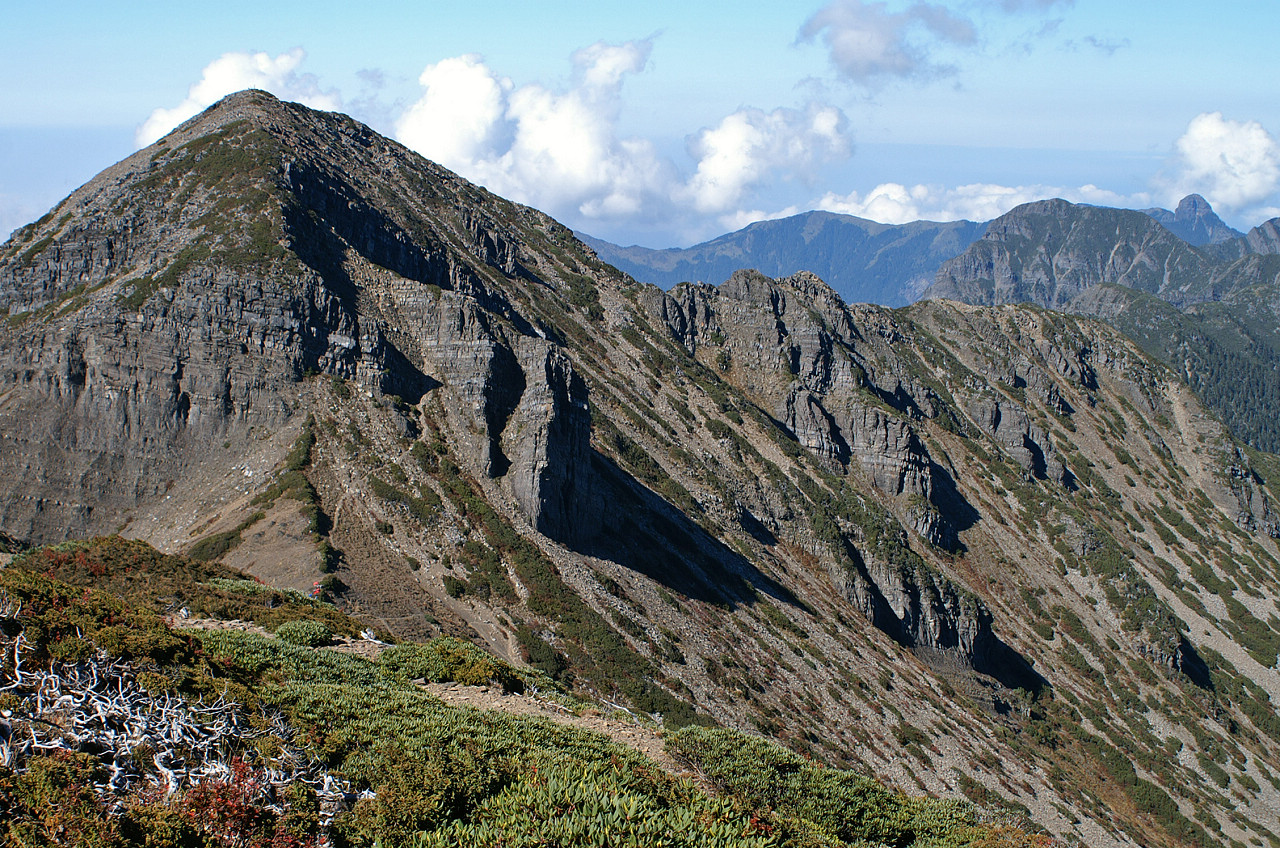
聖稜線：從左方的雪山（北稜角），到遠處最右的大霸尖山。

雪山是台灣最熱門的登山景點之一，由於鄰近中橫公路，附近有梨山、環山、南山等高冷蔬菜園區，加上位於七家灣溪有武陵農場，開發甚早，交通基礎建設均完善。但在台8線封閉後，雪山山區的主要聯外公路只剩從宜蘭進入的台7線。
攀登雪山主要是順著稜線來進行，因此可分為六條路線，分別是：
- 雪東線：1969年救國團與林務局自武陵農場登山口起，開闢了順雪山東稜上攀的登山步道，沿線興建七卡山莊、三六九山莊，設備最完善，路線最短，成為最熱門的路線。日治時雪山有記錄的首登，即由此稜上登。1915年測量隊由宜蘭方面入山，溪頭群泰雅族匹亞南部落（現漢名又稱南山村）的嚮導，帶領循傳統獵路由匹亞南翻越分水嶺思源埡口、跨越羅葉尾山稜線、渡越七家灣溪、經七卡傳統獵場（泰雅語：或）、沿雪山東稜上攀。由於匹亞南距離七家灣溪太過遙遠，1921年4月辟南鞍部越道路開通、沙拉茅群（現漢名又稱梨山）、志佳陽群（現漢名又稱環山）情勢穩定、1926年志佳陽登山步道開闢，隨後大眾攀登雪山多改由志佳陽線攀登。[12]:63[23]:106,116[28]
- 聖稜線：沿北稜大霸尖山往南行進的路線。
- 四秀線：自武陵農場起攀桃山，沿北東稜順武陵四秀接上聖稜線，最後至雪山主峰。
- 大小劍線：自松茂沿南稜起登，沿途可順訪劍山、大劍山等，因此稱大小劍線，或稱雪劍線、劍山線。
- 志佳陽線：自環山從志佳陽大山山腳處起登。在1969年武陵農場起登的雪東線尚未建設之前，原攀登雪山的大眾路線是志佳陽線，又因自古即是環山一帶原住民登雪山的路線，因此歷史頗為悠久。
- 大雪線：又稱雪山西稜，自大雪山國家森林遊樂區的230林道的登山口進入，從中雪山起攀；一路經過大雪山、翠池、再抵達雪山，路線最長，水源不足，是難度相當高的路線。

### 山屋

#### 七卡山莊
七卡山莊位於雪東線，距離武陵農場登山口不到3公里；「七卡」為溪頭群匹亞南部落四大傳統獵場之一「或」的音譯。:106,116:50-53,112-115

#### 三六九山莊
三六九山莊位於主峰左近的甘木林山山坡。甘木林山舊測高度為3,690公尺，因此又稱3690峰，山莊因此得名。山莊後方山坡即為黑森林，因林相茂密陽光易遮蔽而得名。野生動物眾多，登山路跡相較不明顯，早年山坡曾發生火災，燒死的冷杉成為一片白木林；此外亦分布著巒大花楸。

#### 翠池山屋
翠池山屋位於翠池旁，是大小劍線、大雪線必經的山屋。

#### 雪山山莊（遺址）
位於雪山東南稜志佳陽線，主峰、南峰鞍部東側，高山溪溪源上方，泰雅語稱為:222-223。日治時1929年台中州知事於雪山東南山腹，興建可容納百人住宿的「次高山莊」，成為當時雪山地區唯一的新式山莊，志佳陽登山路線於是成為日治時與戰後初期攀登雪山的大眾路線。戰後雪山改名後改稱「雪山山莊」，現已不存，其遺址成為可搭數座帳篷的露營地。

#### 瓢簞山屋
位於志佳陽線，瓢簞池旁；隨著瓢簞池乾涸，目前已廢棄。

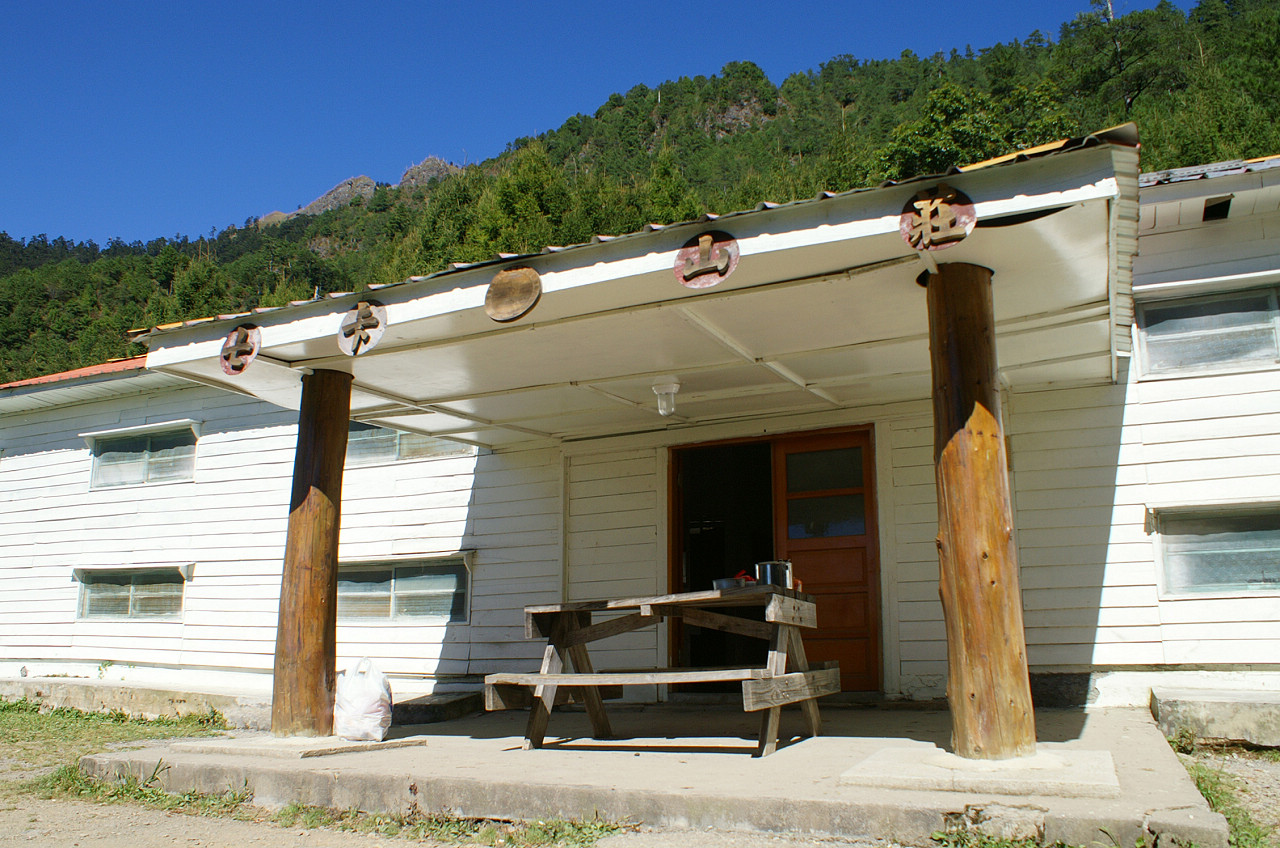
七卡山莊。
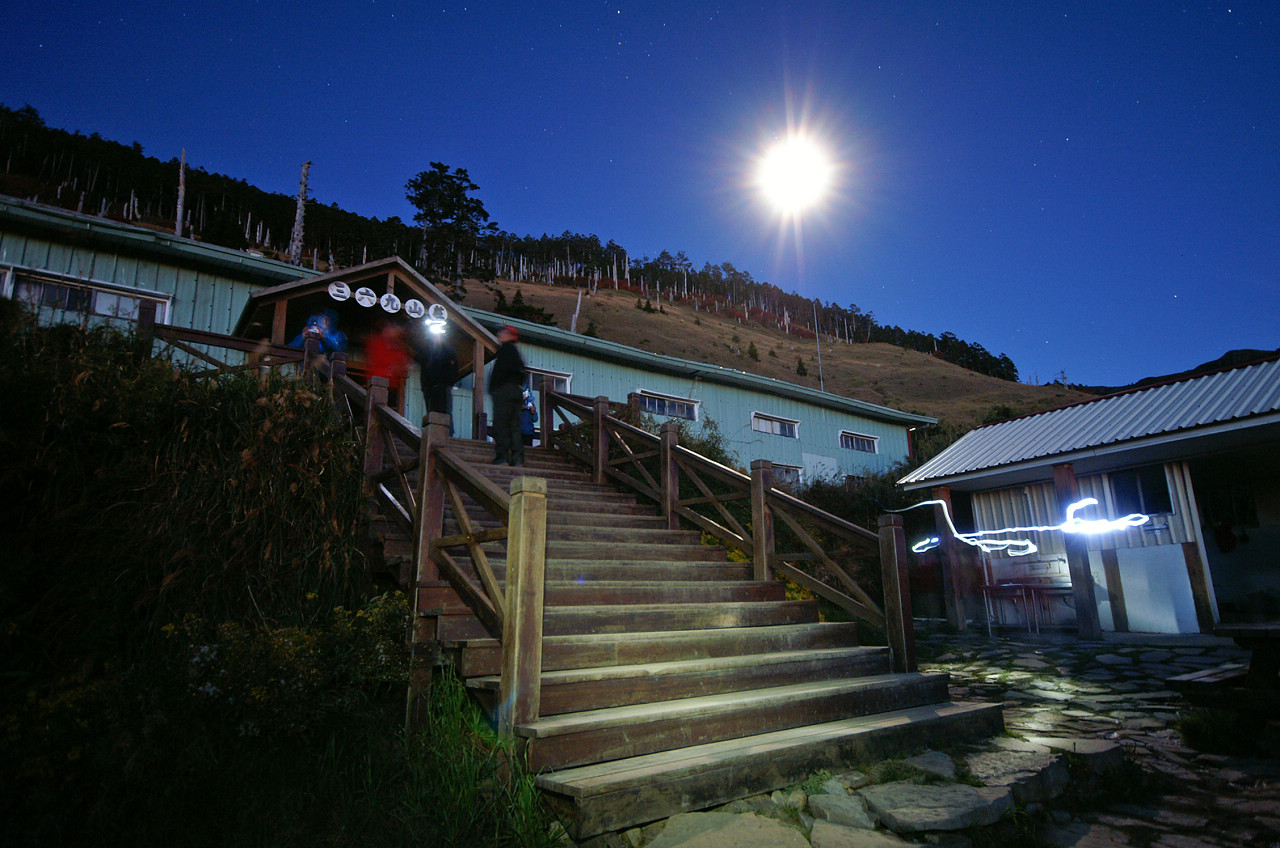
三六九山莊。
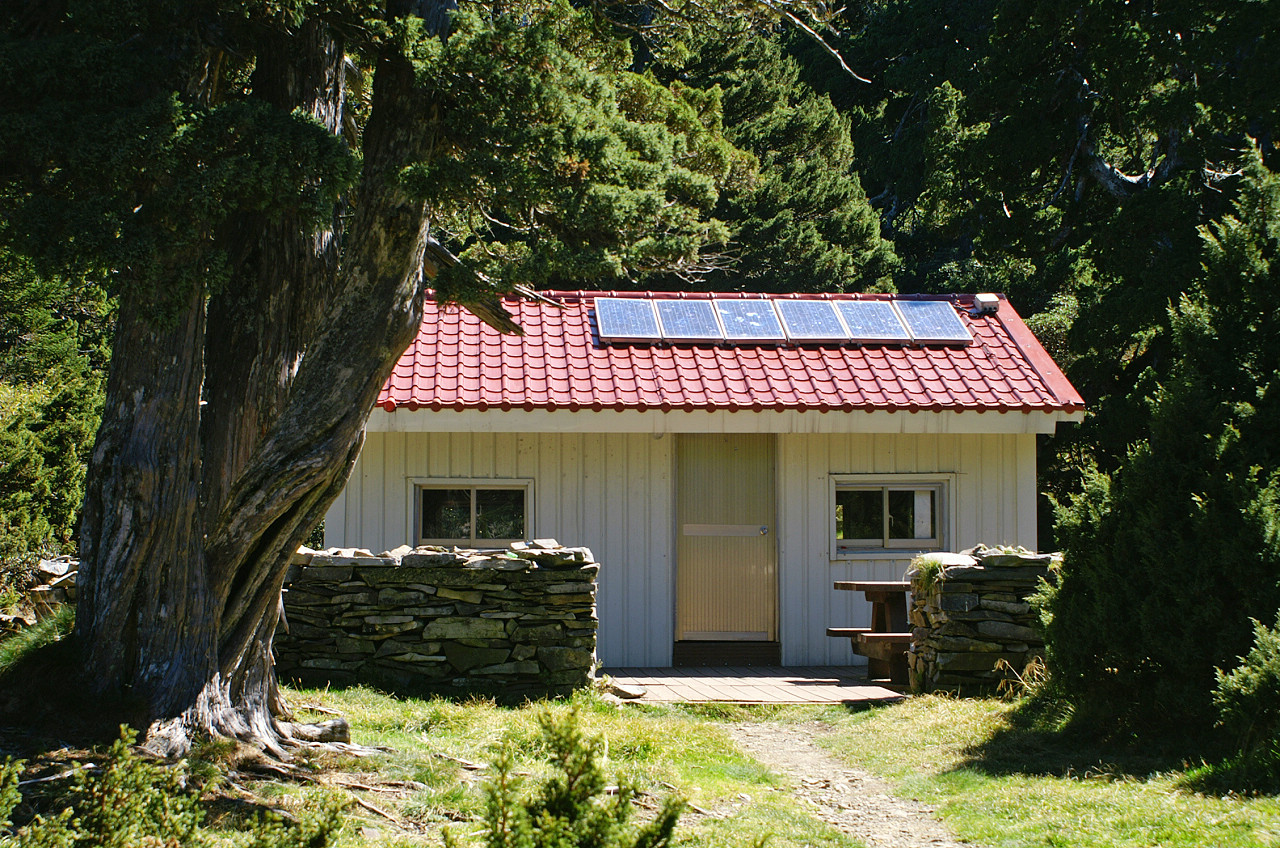
翠池山屋。

## 山難

### 馬來西亞籍鄭姓女登山客山難
2015年1月30日，16:08時，一11人之登山隊行經雪山線雪山圈谷山域時，一鄭姓登山客 ( 馬來西亞籍，女性，42歲）在雪山線10.7K處不慎跌落山谷，劉姓領隊確認鄭姓登山客頭部破裂腦漿溢出，明顯死亡。
臺中市政府消防局獲報後，立即派遣4名梨山消防隊員及布農卡里布灣登山隊3人前往協助。1月31日06:54時，直升機抵達準備吊掛遺體，但現場氣流不穩定直升機無法進行吊掛，故將遺體搬運至三六九山莊附近空曠處。14:25時，由直升機吊掛起遺體。14:52時，降落至東勢河濱公園再轉送殯儀館等侯相驗。

## 資料來源

### 腳註
1. ↑   (地图). 國土測繪圖資服務雲 (國土測繪中心).
2. 1 2 3  林朝棨 (编). . 台北市: 台灣省文獻委員會. 1957  [2022-04-08]. （原始内容存档于2022-03-10） –國家圖書館 台灣記憶.
3. ↑  . 國家文化資產網. 文化部文化資產局. （原始内容存档于2018-01-17）.
4. ↑  汪明輝.  (PDF) (报告). 行政院原住民族委員會委託 鄒族文化藝術基金會執行: 62–107. 2007  [2022-03-12]. （原始内容存档 (PDF)于2021-11-18）.
5. ↑  出自中國電視公司製作，「台灣五頂峰：雪山山脈｣節目，泰雅族人的訪問。
6. ↑  楊忠義.  (PDF) (报告). 雪霸國家公園管理處: 1–103. 2019-12-19. （原始内容存档 (PDF)于2022-01-04）.
7. ↑  林益仁; 王信翰. . 台灣原住民族研究學報. 2014, 4 (4): 139–172  [2022-01-03]. ISSN 2308-3263. （原始内容存档于2022-01-03）.
8. ↑  蕭世暉; 汪明輝.  (PDF). 地理研究 (國立臺灣師範大學地理學系). 2016-11, (65): 107–142  [2022-04-04]. ISSN 1019-6684. doi:10.6234/JGR.2016.65.05. （原始内容 (PDF)存档于2022-01-03）.
9. 1 2   (PDF) (报告). 台灣原住民族學院促進會 執行；林益仁 主持；嘎義·亞威 研究員. 內政部營建署雪霸國家公園管理處. 2008-12.
10. ↑  陳淑均; 李祺生. . 1852年  [2021-12-23]. （原始内容存档于2022-06-17）.
11. ↑  百岳2.0小組. 陳遠建 , 编.  初版. 台北市: 戶外生活. 2007-08-31. ISBN 978-986-6994-39-5.
12. 1 2  大橋捨三郎.  (PDF). . Vol. 22 no. 3 (東京: 日本會). 1927-04-30: 47–65 （日语）.
13. ↑  Edward W. Brooker. . Nautical Magazine and Naval Chronicle. 1868-09, 37 (ix): 504–510 [於1867年的水文測繪]  [2022-03-04]. （原始内容存档于2022-02-03） –里德學院數位收藏「福爾摩沙：十九世紀影像」 [Reed College of Portland, Oregon digital collection "Formosa: nineteenth century images"]由費德廉教授[Prof. Douglas Fix]創建 （英语）.
14. ↑   (地图). Admiralty Chart No. 1968. Cartography by Captains H. Kellett & R. Collinson, R.N., Lieut. M. Gordon, R.N., J. Richards, E. Wilds, and G. Stanley, Masters, R.N., 1867; additions by Comr. Brooker, R.N., 1868. 描繪H. Sharbau，刻版Davies, Bryer & Co. 倫敦: Hydrographic Office, British Admiralty. 1868年 [於1825-1867年的水文測繪，1867年8月15日英國海軍部發行，1868年2月修正]  [2022-03-04] –里德學院數位收藏「福爾摩沙：十九世紀影像」 [Reed College of Portland, Oregon digital collection "Formosa: nineteenth century images"]由費德廉教授[Prof. Douglas Fix]創建，原藏於大英圖書館系統編號004941270 （英语）.
15. ↑  森丑之助. . 台灣調查時代５. 由楊南郡翻译 四版. 台北市: 遠流. 2021-09-01 [初版2000-01-01 原文刊於《台灣日日新報》1900-06-06–13；1908-11，報導1907年的調查]. ISBN 978-957-32-9252-4.
16. ↑  劉克明. . 新高堂書店. 1930-11-30.
17. ↑   (地图). 數位方輿.  [推定製圖於1874年以後] –中央研究院台灣史研究所 原藏於大英圖書館系統編號004820337. 昔尔為牙山 一萬二千八百五十尺
18. ↑    (地图). . 1:1000,000. 西第3行南第3段北部 H-15. 大日本帝國陸地測量部（日语：陸地測量部）. 1909-09-10 [1898年製版·1909年修正·1909-09-05印刷] –國立台灣大學圖書館·數位典藏館·特藏地圖 原藏台北帝國大學理農學部地質學教室 索書號(LM)730.66 5017 sheet[H-15] （日语）.
19. ↑  鹿野忠雄.  (PDF). . Vol. 22 no. 3 (日本會). 1928-04-30: 26–46 [1926年7月的登山記錄] （日语）.
20. ↑  陳文添. . 國史館台灣文獻館電子報 (南投: 國史館台灣文獻館). 2009年3月13日, (26). 圖三  [2021-12-12]. （原始内容存档于2022-06-09）.
21. ↑  http://www.sunriver.com.tw/takayama/sheishan.htm （页面存档备份，存于） 台灣百岳全集試閱頁
22. ↑  台灣省政府. . 國史館臺灣文獻館文獻檔案: 典藏號0041270022286014. 1953-11-06.
23. 1 2 3  連鋒宗.  初版. 台北縣汐止市: 上河文化. 2007-06. ISBN 978-986-7342-25-6.
24. 1 2  雪山的圈谷是崩谷、冰斗還是雪蝕斗? （页面存档备份，存于），地景保育研究
25. ↑  中國電視公司監製，麥覺明製作，MIT台灣誌－雪劍線探勘
26. ↑   (PDF).   [2008-06-28]. （原始内容 (PDF)存档于2007-12-24）. 南湖大山圈谷群古冰河遺跡研究初步調查，2000年6月，王鑫、楊建夫、郭彥超
27. 1 2  http://www.libertytimes.com.tw/2008/new/apr/13/today-life2.htm （页面存档备份，存于） 自由電子報：雪山千年圓柏 疑遭盜伐取暖
28. 1 2  . 百岳全集書摘. 上河文化.   [2022-06-12]. （原始内容存档于2022-07-09）.

### 書目
- 岩石的故事－雪霸國家公園地形地質解說專書；內政部營建署雪霸國家公園管理處；2005年出版；劉桓吉、俞錚皞、楊金臻發行；ISBN 957-01-9872-9
- 鳥瞰台灣山－台灣五大山脈空中巡遊；遠流出版事業股份有限公司；2005年12月；王榮文發行；ISBN 957-32-5691-6
- 台灣的山脈；遠足文化股份有限公司；2001年出版；楊建夫著；ISBN 957-30493-6-8
- 鹿野忠雄.  . 地理学評論 (日本地理学會). 1934-1935 （日语）. 
  - . 地理学評論. 1934-07-01, 10 (7): 606–623. doi:10.4157/grj.10.606 （日语）.
  - . 地理学評論. 1934-08-01, 10 (8): 688–707. doi:10.4157/grj.10.688 （日语）.
  - . 地理学評論. 1934-09-01, 10 (9): 816–835. doi:10.4157/grj.10.816 （日语）.
  - . 地理学評論. 1934-11-01, 10 (11): 990–1017. doi:10.4157/grj.10.990 （日语）.
  - . 地理学評論. 1935-03-01, 11 (3): 244–263. doi:10.4157/grj.11.244 （日语）.

## 外部連結
- 地形圖 - Google Maps
- 大霸/聖稜線段 （页面存档备份，存于） - 國家步道系統
- 中華民國山岳協會 - 最初為「台灣山岳會」
- 雪霸聖稜線
- 聖稜線 （页面存档备份，存于） - 聖稜線步道稜脈圖 （页面存档备份，存于）
- 聖稜線 - 連峰照片
- 雪山山脈的聖稜、南稜與西南稜線 - 連峰照片
- 山情點滴─山與人的故事 （页面存档备份，存于）